# Fyrsten og Kunstneren
Fyrsten og Kunstneren er en dansk stum dramafilm fra 1908 af produceret af Nordisk Films Kompagni. Filmens instruktør er ukendt.
Filmen blev i tysktalende lande distribueret som Der Fürst und der Künstler. 

## Handling
Denne artikel mangler et handlingsreferat. Hjælp os med at skrive det.